# Steve Winwood (album 1977)
| Recensione              | Giudizio        |
| ----------------------- | --------------- |
| AllMusic                | [ 2 ]           |
| Robert Christgau        | C-              |
| Sputnikmusic            | 4.0 (Excellent) |
| Dizionario del Pop-Rock | [ 5 ]           |
| 24.000 dischi           | [ 6 ]           |

Steve Winwood è l'album di debutto solista del cantante e musicista soul-rock britannico Steve Winwood, uscito tre anni dopo il suo abbandono del gruppo inglese dei Traffic. Nonostante la grande aspettativa commerciale di cui godeva, la vendita non va per il verso giusto, in quanto l'album perviene appena al numero 22 della classifica del Billboard 200 e lo stesso Winwood, del resto, non fu capace di estrarne un singolo di successo.

## Tracce
Tutte le canzoni sono state scritte da Steve Winwood e Jim Capaldi, tranne quelle altrimenti specificate fra parentesi

### LP
Lato A
1. Hold On – 4:31
2. Time Is Running Out – 6:29
3. Midland Maniac – 8:34 (Steve Winwood)

Lato B
1. Vacant Chair – 6:50 (Steve Winwood, Vivian Stanshall)
2. Luck's In – 5:26
3. Let Me Make Something in Your Life – 5:48

## Musicisti
Hold On
- Steve Winwood - voce solista, piano elettrico, sintetizzatore, chitarra elettrica, sassofono, cori
- Willie Weeks - basso
- Andy Newmark - batteria
- Brother James - percussioni
- Registrazione effettuata al Basing Street Studios

Time Is Running Out
- Steve Winwood - voce solista, organo, piano elettrico, clavinet, sintetizzatore archi, chitarra solista, chitarra ritmica, cori
- Nicole (Nicole Winwood) - accompagnamento vocale-cori
- Willie Weeks - basso
- Andy Newmark - batteria
- Jim Capaldi - percussioni, cori
- Rebop Kwaku Baah - congas
- Registrazione effettuata al Basing Street Studios e al Island Mobile

Midland Maniac
- Steve Winwood - voce solista, organo, piano, organo a pompa, clavicembalo, basso elettrico, basso acustico, chitarra acustica, batteria, percussioni
- Registrazioni effettuate al Basing Street Studios e al Island Mobile

Vacant Chair
- Steve Winwood - voce solista, organo, piano, sintetizzatore, cori
- Julian (Junior) Marvin - chitarra
- Alan Spenner - basso
- John Susswell - batteria
- Brother James - percussioni
- Registrazione effettuata al Chipping Norton Studios, mixato al Basing Street Studios

Luck's In
- Steve Winwood - voce solista, chitarra elettrica, piano elettrico, percussioni
- Willie Weeks - basso
- Andy Newmark - batteria
- Rebop Kwaku Baah - congas
- Registrazione effettuata al Basing Street Studios

Let Me Make Something in Your Life
- Steve Winwood - voce, organo, piano, chitarra elettrica
- Willie Weeks - basso
- Andy Newmark - batteria
- Registrazione effettuata al Basing Street Studios

Note aggiuntive
- Steve Winwood e Chris Blackwell in associazione con Mark Miller Mundy - produttori
- Registrazioni effettuate al Basing Street Studios e Island Mobile, Londra (Inghilterra)
- Phil Brown - ingegneri delle registrazioni
- Ray Doyle e Robert Ash - assistenti ingegnere delle registrazioni
- Lee Hulko - mastering (al Sterling Sound di New York)
- James Hutcheson - dipinto copertina frontale album originale, design copertina album originale [7]

## Classifica
Album
| Anno | Classifica            | Posizione raggiunta |
| ---- | --------------------- | ------------------- |
| 1977 | Official Albums Chart | 12                  |
| 1977 | Billboard 200         | 22                  |